# Opius partisanskiensis
Opius partisanskiensis är en stekelart som beskrevs av Fischer 1999. Opius partisanskiensis ingår i släktet Opius och familjen bracksteklar. Inga underarter finns listade i Catalogue of Life.